# Mistrovství světa v házené mužů 2011
22. mistrovství světa  v házené proběhlo v dnech 13. – 30. ledna v Švédsku. Mistrovství se zúčastnilo 24 mužstev, rozdělených do čtyř šestičlenných skupin, z nichž první tři týmy postoupily do dvou čtvrtfinálových skupin. První dvě mužstva ve čtvrtfinálových skupinách postoupila do semifinále, týmy na třetím až šestém místě hrály o umístění. Týmy, které v základní skupině skončily na čtvrtém až šestém místě místě, hrály o 13. - 24. místo (tzv. Prezidentský pohár). Titul mistra světa obhájil tým Francie.

## Výsledky a tabulky

### Základní skupiny

#### Skupina A
|    |           | FRA   | ESP   | GER   | EGY   | TUN   | BHR   | V | R | P | Skóre   | B |
| 1. | Francie   | ***   | 28:28 | 30:23 | 28:19 | 32:19 | 41:17 | 4 | 1 | 0 | 159:106 | 9 |
| 2. | Španělsko | 28:28 | ***   | 26:24 | 31:18 | 21:18 | 33:22 | 4 | 1 | 0 | 139:110 | 9 |
| 3. | Německo   | 23:30 | 24:26 | ***   | 30:25 | 36:26 | 38:18 | 3 | 0 | 2 | 151:125 | 6 |
| 4. | Egypt     | 19:28 | 18:31 | 19:28 | ***   | 27:23 | 26:27 | 1 | 0 | 4 | 115:139 | 2 |
| 5. | Tunisko   | 19:32 | 18:21 | 26:36 | 23:37 | ***   | 28:21 | 1 | 0 | 4 | 114:137 | 2 |
| 6. | Bahrajn   | 17:41 | 22:33 | 18:38 | 27:26 | 21:28 | ***   | 1 | 0 | 4 | 105:166 | 2 |

 Francie -  Tunisko 32:19 (15:9)
14. ledna 2011 (18:00) - Kristianstad (Kristianstad Arena)

Branky: Karabatic 6, Abalo 5, Guigou 4, Accambray 3, Barachet 3, Fernandez 3, Bingo 2, Sorhaindo 2, Bosquet 1, Gille 1, Honrubia 1, Joli 1 - Megannem 6, Ayed 3, Jallouz 2, Saied 2, Tej 2, Hedoui 1, Lagha 1, Mrabet 1, Touati 1.

Rozhodčí: Olesen, Pedersen (DEN)

 Německo -  Egypt 30:25 (15:12)
14. ledna 2011 (18:15) - Lund (Färs och Frosta Sparbank Arena)

Branky: Gensheimer 9, Glandorf 5, Hens 5, Kraus 3, Sprenger 3, Pfahl 2, Preiss 2, Haass 1 - El Ahmar 6, Abdelwares 5, Keshk 3, Razek 3, Haggag 2, El Kaioby 1, Hussein 1, Ibrahim 1, Mabrouk 1, Mamdouh 1, Ramadan 1.

Rozhodčí:Horáček, Novotný (CZE)

 Španělsko -  Bahrajn 33:22 (16:8)
14. ledna 2011 (20:15) - Kristianstad (Kristianstad Arena)

Branky: Garabaya 4, Garcia Lorenzana 4, Garcia Parrondo 4, Cañellas 3, A. Entrerrios 3, Rocas 3, Romero 3, Aguinagalde 2, Gurbindo 2, Morros 2, R. Entrerrios 1, Maqueda 1, Ugalde 1 – M. Madan 5, Alfardan 3, Almaqabi 3, Abdulqader 2, Yahya 2, Yusuf 2, Ali 1, Alsayyad 1, H. Madan 1, A. Merza 1, M. Merza 1

Rozhodčí: Menezes, Pinto (BRA)

 Bahrajn -  Německo 18:38 (9:20)
16. ledna 2011 (16:15) - Kristianstad (Kristianstad Arena)

Branky: Alsayyad 4, M. Madan 4, Alwanna 3, Abdulqader 2, Jawher 2, M. Merza 2, A. Merza 1 – Kaufmann 9, Sprenger 7, Klein 6, Glandorf 4, Heinl 3, Pfahl 3, Christophersen 2, Gensheimer 2, Hens 2.

Rozhodčí: Marina, Minore (ARG)

 Tunisko -  Španělsko 18:21 (7:9)
16. ledna 2011 (17:30) - Lund (Färs och Frosta Sparbank Arena)

Branky: Megannem 4, Tej 4, Hedoui 3, Jallouz 2, Gharbi 1, Lagha 1, Mrabet 1, Saied 1, Touati 1 – A. Entrerrios Rodriguez 5, Rocas 4, Garcia Lorenzana 3, Aguinagalde 2, Morros 2, Romero 2, R. Entrerrios Rodriguez 1, Gurbindo 1, Rodriguez Vaquero 1.

Rozhodčí: Krstič, Ljubič (SLO)

 Egypt -  Francie 19:28 (8:12)
16. ledna 2011 (18:45) - Kristianstad (Kristianstad Arena)

Branky: El Ahmar 4, Hussein 3, Mamdouh 3, Razek 3, Abdelwares 2, El Kaioby 1, Haggag 1, Keshk 1, Mabrouk 1 – Guigou 5, Bosquet 3, Joli 3, Karabatic 3, Roine 3, Abalo 2, Fernandez 2, Gille 2, Sorhaindo 2, Barachet 1, Dinart 1, Honrubia 1.

Rozhodčí: Abrahamsen, Kristiansen (NOR)

 Španělsko -  Německo 26:24 (13:13)
17. ledna 2011 (18:30) - Kristianstad (Kristianstad Arena)

Branky: Aguinagalde 5, Garcia Lorenzana 5, Romero 5, Gurbindo 3, Rocas 3, A. Entrerrios Rodriguez 2, Cañellas 1, R. Entrerrios Rodriguez 1, Garcia Parrondo 1 – Gensheimer 4, Glandorf 4, Sprenger 3, Haass 2, Heinl 2, Hens 2, Klein 2, Kraus 2, Pfahl 2, Preiss 1.

Rozhodčí: Olesen, Pedersen (DEN)

 Francie -  Bahrajn 41:17 (23:10)
 17. ledna 2011 (20:30) - Lund (Färs och Frosta Sparbank Arena)

Branky: Joli 11, Accambray 5, Bingo 5, Barachet 4, Honrubia 4, Fernandez 3, Karabatic 3, Bosquet 2, Dinart 1, Gille 1, Roine 1, Sorhaindo 1 Alsayyad 3, Abdulqader 2, Ali 2, Almaqabi 2, Alwanna 2, Madan 2, Alfardan 1, Jawher 1, Merza 1, Yusuf 1.

Rozhodčí: Al-Marzouqi, Al-Nuaimi (UAE)

 Tunisko -  Egypt 23:27 (10:11)
17. ledna 2011 (20:45) - Kristianstad (Kristianstad Arena)

Branky: Ayed 7, Megannem 5, Hedoui 3, Saied 3, Alouini 2, Gharbi 1, Mrabet 1, Touati 1 – El Ahmar 10, Hashem 4, Mamdouh 3, Razek 3, Mabrouk 2, Abdelwares 1, El Kaioby 1, Hussein 1, Ramadan 1, Yousef 1.

Rozhodčí: Horáček, Novotný (CZE)

 Bahrajn -  Tunisko 21:28 (12:15)
19. ledna 2011 (18:00) - Lund (Färs och Frosta Sparbank Arena)

Branky: Alsayyad 6, Alfardan 3, Madan 2, Yusuf 2, Almaqabi 2, Abdulqader 2, Alwanna 1, M. Merza 1, A. Merza 1, Lagha 1 – Tej 7, Sami 6, Gatfi 4, Ayed 4, Hedoui 3, Megannem 1, Alouini 1, Touati 1, Lagha 1.

Rozhodčí: Marina, Minore (ARG)

 Německo -  Francie 23:30 (10:13)
19. ledna 2011 (18:15) - Kristianstad (Kristianstad Arena)

Branky: Kraus 7, Kaufmann 5, Preiss 3, Glandorf 2, Hens 2, Pfahl 2, Sprenger 1, Groetzki 1 – Accambray 5, Abalo 4, Karabatic 4, Gille 4, Fernandez 4, Barachet 3, Sorhaindo 2, Guigou 2, Honrubia 1, Joli 1.

Rozhodčí: Horáček, Novotný (CZE)

 Španělsko -  Egypt 31:18 (14:9)
19. ledna 2011 (20:30) - Kristianstad (Kristianstad Arena)

Branky: Rocas 7, Romero 5, Garcia 4, Maqueda 3, Gurbindo 3, R. Entrerrios 2, A. Entrerrios 1, Garbaya 1, Aguinagalde 1, Garcia 1, Ugalde 1, Rodriguez 1, Canellas 1 – Mamdouh 5, El Ahmar 4, Razek 2, Hashem 2, Hassan 1, Keshk 1, Yousef 1, Hussein 1, Mabrouk 1.

Rozhodčí: Krstič, Ljubič (SLO)

 Egypt -  Bahrajn 26:27 (16:15)
20. ledna 2011 (18:00) - Lund (Färs och Frosta Sparbank Arena)

Branky: Mabrouk 7, El Ahmar 5, Razek 5, Keshk 3, Hussein 2, Abdelwares 1, Hassan 1, Hashem 1, Mamdouh 1 – Alsayyad 9, M. Madan 5, Almaqabi 4, Jawher 4, Merza 2, Alfardan 1, Ali 1, Yahya 1.

Rozhodčí:Karbaschi, Kolahdouzan (IRN)

 Německo -  Tunisko 36:26 (15:12)
20. ledna 2011 (18:30) - Kristianstad (Tunisko Kristianstad Arena)

Branky: Hens 6, Preiss 5, Klein 4, Kraus 4, Glandorf 3, Groetzki 3, Haass 3, Sprenger 3, Heinl 2, Pfahl 2, Gensheimer 1 – Megannem 6, Hedoui 4, Mrabet 4, Alouini 3, Gatfi 3, Jallouz 3, Sami 1, Tej 1, Touati 1.

Rozhodčí: Baďura, Ondogrecula (SVK)

 Francie -  Španělsko 28:28 (18:13)
20. ledna 2011 (20:45) - Kristianstad (Kristianstad Arena)

Branky: Guigou 6, Barachet 5, Karabatic 5, Abalo 3, Fernandez 3, Gille 2, Accambray 1, Honrubia 1, Joli 1, Sorhaindo 1 A. Entrerrios Rodriguez 7, Rocas 4, Romero 4, Aguinagalde 3, R. Entrerrios Rodriguez 2, Cañellas 2, Garabaya 2, Rodriguez 2, Garcia Lorenzana 1, Gurbindo 1.

Rozhodčí: Olesen, Pedersen (DEN)

#### Skupina B
|    |          | ISL   | HUN   | NOR   | JPN   | AUT   | BRA   | V | R | P | Skóre   | B  |
| 1. | Island   | ***   | 32:26 | 29:22 | 36:24 | 26:23 | 34:26 | 5 | 0 | 0 | 157:119 | 10 |
| 2. | Maďarsko | 26:32 | ***   | 26:23 | 28:24 | 32:30 | 36:22 | 4 | 0 | 1 | 148:133 | 8  |
| 3. | Norsko   | 22:29 | 23:26 | ***   | 35:29 | 33:27 | 26:25 | 3 | 0 | 2 | 139:136 | 6  |
| 4. | Japonsko | 24:36 | 24:28 | 29:35 | ***   | 33:30 | 33:32 | 2 | 0 | 3 | 141:161 | 4  |
| 5. | Rakousko | 23:26 | 30:32 | 27:33 | 30:33 | ***   | 34:24 | 1 | 0 | 4 | 144:148 | 2  |
| 6. | Brazílie | 26:34 | 22:36 | 25:26 | 32:33 | 24:34 | ***   | 0 | 0 | 5 | 131:163 | 0  |

 Island -  Maďarsko 32:26 (14:11)
14. ledna 2011 (17:00) - Norrköping (Himmelstalundshallen)

Branky: Pálmarsson 8, Petersson 5, Atlason 4, Sigurðsson 4, Stefánsson 4, Gunnarsson 3, Ingimundarson 2, S. Guðjónsson 1, Ólafsson 1 - Mocsai 5, Gulyás 4, Lékai 4, Gál 2, Harsányi 2, Ilyés 2, Nagy 2, Törö 2,
Zubai 2, Iváncsik 1.
Rozhodčí: López, Ramírez (ESP)

 Norsko -  Japonsko 35:29 (18:13)
14. ledna 2011 (19:10) - Norrköping (Himmelstalundshallen)

Branky: Myrhol 9, Koren 6, Mamelund 6, Tvedten 6, Bjørnsen 4, Kjelling 2, Samdahl 1, Skoglund 1 - Kadoyama 7, Toyoda 6, Tomita 4, Miyazaki 3, H. Higashinagahama 2, S. Higashinagahama 2, Nomura 2, Kishigawa 1, Mori 1, Takeda 1.
Rozhodčí: Mezian, Bachir (ALG)

 Rakousko -  Brazílie 34:24 (17:13)
14. ledna 2011 (21:30) - Norrköping (Himmelstalundshallen)

Branky: Wilczynski 9, Weber 6, Szilagyi 5, Bozovic 4, Fölser 3, Schlinger 3, Posch 2, Friede 1, Kainmüller 1 – Bortolini 4, Santos 4, Chiuffa 3, Pacheco 3, Tupan 3, Pires 2, Cardoso 1, Kojoroski 1, Pozzer 1, Ribeiro 1, Teixeira 1.
Rozhodčí: Geipel, Helbig (GER)

 Maďarsko -  Norsko 26:23 (14:16)
15. ledna 2011 (16:30) - Norrköping (Himmelstalundshallen)

Branky: Ilyés 5, G. Iváncsik 5, T. Iváncsik 5, Császár 4, Zubai 3, Katzirz 1, Lékai 1, Mocsai 1, Nagy 1 – Kjelling 7, Myrhol 6, Tvedten 6, Mamelund 2, Bjørnsen 1, Lund 1.

Rozhodčí: Geipel, Helbig (GER)

 Japonsko -  Rakousko 33:30 (18:11)
15. ledna 2011 (18:45) - Norrköping (Himmelstalundshallen)

Branky: Miyazaki 8, Kadoyama 5, Suematsu 5, Tomita 4, Toyoda 4, Murakami 2, Takeda 2, H. Higashinagahama 1, S. Higashinagahama 1, Kishigawa 1 – Szilagyi 8, Wilczynski 5, Fölser 4, Friede 3, Weber 3, Wöss 3, Bozovic 2, Kainmüller 2.

Rozhodčí: López, Ramírez (ESP)

 Brazílie -  Island 26:34 (12:19)
15. ledna 2011 (21:00) - Norrköping (Himmelstalundshallen)

Branky: Ribeiro 7, Pacheco 5, Oliveira 4, Pozzer 3, Bortolini 2, Cardoso 2, Pires 1, Santos 1, Teixeira 1 – Sigurðsson 11, Petersson 7, Ólafsson 5, Hallgrímsson 3, Atlason 2, Guðjónsson 2, Gunnarsson 1, Ingimundarson 1, Pálmarsson 1, Svavarsson 1.

Rozhodčí:Canbro, Claesson (SWE)

 Maďarsko -  Brazílie 36:24 (18:11)
17. ledna 2011 (17:00) - Linköping (Cloetta Center)

Branky:Harsányi 10 , Mocsai 6, Császár 4, Gál 3, Ilyés 3, Törö 3, Zubai 3, Nagy 2, Katzirz 1, Schuch 1 – Bortolini 8, Cardoso 4, Teixeira 4, Pires 2, Ribeiro 2, Tupan 2, Oliveira 1, Santos 1.

Rozhodčí: Nikolić, Stojković (SRB)

 Norsko -  Rakousko 33:27 (16:11)
17. ledna 2011 (19:10) - Linköping (Cloetta Center)

Branky: Tvedten 10, Mamelund 5, Løke 4, Myrhol 4, Strand 4, Bjørnsen 3, Lund 3 – Bozovic 6, Szilagyi 5, Schlinger 4, Weber 4, Fölser 3, Wilczynski 3, Kainmüller 2.

Rozhodčí:Canbro, Claesson (SWE)

 Island -  Japonsko 36:22 (22:8)
17. ledna 2011 (21:30) - Linköping (Cloetta Center)

Branky: Sigurðsson 9, Ólafsson 7, Petersson 5, Guðjónsson 4, Svavarsson 3, Atlason 1, Gunnarsson 1, Hallgrímsson 1, Ingimundarson 1, Jakobsson 1, Kristjánsson 1, Pálmarsson 1, Sveinsson 1 – Kadoyama 5, Nomura 4, S. Higashinagahama 3, Tomita 3, H. Higashinagahama 2, Miyazaki 2, Murakami 1, Suematsu 1, Toyoda 1.

Rozhodčí:Coulibaly, Diabaté (CIV)

 Japonsko -  Maďarsko 24:28 (8:13)
18. ledna 2011 (17:00) - Linköping (Cloetta Center)

Branky: Miyazaki 5, Suematsu 4, Nomura 3, S. Higashinagahama 3, H. Higashinagahama 2, Murakami 2, Toyoda 2, Kadoyama 1, Kishigawa 1, Tomita 1 – G. Iváncsik 9, Lékai 6, Császár 5, Ilyés 3, T. Iváncsik 2, Mocsai 2, Gulyás 1.

Rozhodčí: Canbro, Claesson (SWE)

 Norsko -  Brazílie 26:25 (13:12)
18. ledna 2011 (19:10) - Linköping (Cloetta Center)

Branky: Myrhol 7, Mamelund 5, Tvedten 4, Løke 2, Strand 2, Bjørnsen 2, Lund 2, Samdahl 1, Koren 1 - Pacheco 6, Bortolini 5, Ribeiro 5, Cardoso 4, Teixeira 3, Chiuffa 2.
Rozhodčí: Coulibaly, Diabaté (CIV)

 Rakousko -  Island 23:26 (16:11)
18. ledna 2011 (21:30) - Linköping (Cloetta Center)

Branky: Weber 8, Bozovic 3, Szilagyi 3, Wilczynski 3, Fölser 2, Friede 2, Schlinger 2 - Petersson 7, Ólafsson 5, Atlason 3, Guðjónsson 3, Stefánsson 3, Pálmarsson 2, Sigurðsson 2, Gunnarsson 1.

Rozhodčí: Stark, Ştefan (ROU)

 Brazílie -  Japonsko 32:33 (12:13)
20. ledna 2011 (17:00) - Linköping (Cloetta Center)

Branky:Teixeira 8, Bortolini 7, Cardoso 5, Ribeiro 4, Silva 3, Pacheco 2, Tupan 2, Oliveira 1 - Suematsu 12, Tomita 6, Miyazaki 3, Toyoda 3, H. Higashinagahama 2, S. Higashinagahama 2, Kishigawa 2, Nomura 2, Kadoyama 1.

Rozhodčí: Stark, Ştefan (ROU)

 Island -  Norsko 29:22 (12:12)
20. ledna 2011 (19:10) - Linköping (Cloetta Center)

Branky:Guðjónsson 7, Petersson 5, Pálmarsson 4, Ólafsson 3, Sigurðsson 3, Stefánsson 3, Gunnarsson 2, Atlason 1, Ingimundarson 1 – Tvedten 7, Lund 6, Myrhol 4, Mamelund 2, Kjelling 1, Løke 1, Strand 1.

Rozhodčí: Canbro, Claesson (SWE)

 Rakousko -  Maďarsko 30:32 (16:13)
20. ledna 2011 (21:30) - Linköping (Cloetta Center)

Branky: Szilagyi 7, Bozovic 5, Posch 4, Wilczynski 4, Friede 3, Jochum 2, Weber 2, Abadir 1, Fölser 1, Wöss 1 – Császár 5, Törö 5, Mocsai 4, Ilyés 3, T. Iváncsik 3, Katzirz 3, Lékai 3, Zubai 2, Gál 1, Gulyás 1, Nagy 1, Schuch 1.

Rozhodčí: Nikolić, Stojković (SRB)

#### Skupina C
|    |            | DEN   | CRO   | SER   | ALG   | ROM   | AUS   | V | R | P | Skóre   | B  |
| 1. | Dánsko     | ***   | 34:29 | 35:27 | 26:19 | 39:30 | 47:12 | 5 | 0 | 0 | 181:117 | 10 |
| 2. | Chorvatsko | 29:34 | ***   | 24:24 | 26:15 | 27:21 | 42:15 | 3 | 1 | 1 | 148:109 | 7  |
| 3. | Srbsko     | 27:35 | 24:24 | ***   | 25:24 | 28:38 | 35:18 | 2 | 1 | 2 | 139:139 | 5  |
| 4. | Alžírsko   | 19:26 | 15:26 | 24:25 | ***   | 15:14 | 27:18 | 2 | 0 | 3 | 100:109 | 4  |
| 5. | Rumunsko   | 30:39 | 21:27 | 38:28 | 14:15 | ***   | 29:14 | 2 | 0 | 3 | 132:123 | 4  |
| 6. | Austrálie  | 12:47 | 15:42 | 18:35 | 18:27 | 14:29 | ***   | 0 | 0 | 5 | 77:180  | 0  |

 Chorvatsko -  Rumunsko 27:21 (11:13)
14. ledna 2011 (18:00) - Malmö (Malmö Arena)

Branky: Strlek 8, Balič 4, Zrnič 4, Vukovič 3, Buntič 2, Lackovič 2, Valčič 2, Vori 2 – Stamate 7, Florea 5, Fenici 2, Jurca 2, Ghionea 1, Muresan 1, Novanc 1, Sadoveac 1, Simicu 1.

Rozhodčí:Lazaar, Reveret (FRA)

 Dánsko -  Austrálie 47:12 (21:8)
14. ledna 2011 (20:15) - Malmö (Malmö Arena)

Branky: L. Christiansen 8, Lindberg 7, Mogensen 6, Svan Hansen 5, M. Christiansen 4, Hansen 4, Nøddesbo 4, Søndergaard Sarup 4, Toft Hansen 3, Boesen 1, Eggert Jensen 1 – Calvert 4, Fletcher 2, Kelly 2, Parmenter 2, Hedges 1, Matic 1.

Rozhodčí:Marina, Minore (ARG)

 Srbsko -  Alžírsko 25:24 (13:9)
14. ledna 2011 (20:45) - Lund (Färs och Frosta Sparbank Arena)

Branky: Vujin 6, Prodanovič 4, Stojkovič 4, Nikčevič 3, Ilič 2, Markovič 2, Sesum 2, Vučkovič 2 – Berkous 7, Berriah 3, Boultif 3, Daoud 3, Hamad 2, Boudrali 1, Cheikh 1, Labane 1, Layadi 1, Mokrani 1, Zouaoui 1.
Rozhodčí: Al-Marzouqi, Al-Nuaimi (UAE)

 Austrálie -  Srbsko 18:35 (8:16)
16. ledna 2011 (18:00) - Malmö (Malmö Arena)

Branky: Fletcher 5, Stojanovic 4, Calvert 3, Matic 2, Parmenter 2, Kelly 1, Subotic 1 – Vujin 7, Rnič 5, Stankovič 5, Ilič 4, Markovič 3, Nikčevič 3, Sesum 2, Stojkovič 2, Prodanovič 1, Toskič 1, Vilovski 1, Vuckovič 1.

Rozhodčí: Karbaschi, Kolahdouzan (IRN)

 Alžírsko -  Chorvatsko 15:26 (11:11)
16. ledna 2011 (20:00) - Lund (Färs och Frosta Sparbank Arena)

Branky: Berkous 4, Boultif 4, Zouaoui 3, Labane 2, Hamad 1, Mokrani 1 – Balič 6, Vukovič 5, Lackovič 4, Vori 4, Ninčevič 2, Zrnič 2, Buntič 1, Matulič 1, Valčič 1.

Rozhodčí: Menezes, Pinto (BRA)

 Rumunsko -  Dánsko 30:39 (16:17)
16. ledna 2011 (20:15) - Malmö (Malmö Arena)

Branky: Florea 7, Muresan 5, Ghionea 4, Jurca 3, Simicu 3, Novanc 2, A. Stamate 2, E. Stamate 2, Fenici 1, Toma 1 – L. Christiansen 6, Lindberg 5, Søndergaard 5, Eggert Jensen 4, Hansen 3, Mogensen 3, Svan Hansen 3, Boesen 2, M. Christiansen 2, Nøddesbo 2, Spellerberg 2, Toft Hansen 2.

Rozhodčí: Baďura, Ondogrecula (SVK)

 Chorvatsko -  Austrálie 42:15 (19:9)
17. ledna 2011 (18:00) - Malmö (Malmö Arena)

Branky: Musa 8, Buntič 7, Matulič 7, Vukovič 4, Zrnič 4, Ninčevič 3, Strlek 3, Lackovič 2, Balič 1, Duvnjak 1, Gojun 1, Vori 1 – Calvert 3, Fletcher 3, Subotic 3, Matic 2, Blondell 1, Hoppner 1, Parmenter 1, Stojanovic 1.

Rozhodčí: Baďura, Ondogrecula (SVK)

 Rumunsko -  Alžírsko 14:15 (10:8)
17. ledna 2011 (18:00) - Lund (Färs och Frosta Sparbank Arena)

Branky: Ghionea 7, Florea 2, Novanc 2, Fenici 1, Savenco 1, Stamate 1 – Berkous 4, Boultif 4, Labane 2, Rahim 2, Hamad 1, Layadi 1, Mokrani 1.

Rozhodčí: Abrahamsen, Kristiansen (NOR)

 Dánsko -  Srbsko 35:27 (16:14)
17. ledna 2011 (20:15) - Malmö (Malmö Arena)

Branky: Hansen 11, Lindberg 7, Søndergaard 4, L. Christiansen 3, Eggert Jensen 3, Boesen 2, Toft Hansen 2, Lauge 1, Nielsen 1, Nøddesbo 1 – Vujin 7, Ilič 4, Rnič 4, Markovič 2, Prodanovič 2, Toskič 2, Vuckovič 2, Bojinovič 1, Nikčevič 1, Sesum 1, Stojkovič 1.

Rozhodčí: Lazaar, Reveret (FRA)

 Srbsko -  Chorvatsko 24:24 (13:12)
19. ledna 2011 (18:00) - Malmö (Malmö Arena)

Branky: Nikcevic 7, Vujin 5, Ilic 4, Rnic 3, Prodanovic 2, Bojinovic 2, Sesum 1 – Vori 8, Zrnic 7, Balic 4, Lackovic 2, Kopljar 2, Strlek 1.

Rozhodčí:Abrahamsen, Kristiansen (NOR)

 Dánsko -  Alžírsko 26:19 (16:9)
19. ledna 2011 (20:15) - Malmö (Malmö Arena)

Branky:Hansen 5, Svan Hansen 5, Nøddesbo 4, M. Christiansen 3, Boesen 2, L. Christiansen 2, Eggert Jensen 2, Lauge Schmidt 2, Bagersted 1 – Boultif 5, Berkous 3, Mokrani 3, Rahim 3, Hamoud Ayat 2, Labane 2, Zouaoui 1.

Rozhodčí:Karbaschi, Kolahdouzan (IRN)

 Austrálie -  Rumunsko 14:29 (6:14)
19. ledna 2011 (20:30) - Lund (Färs och Frosta Sparbank Arena)

Branky: Calvert 7, Blondell 2, Fletcher 2, Matic 2, Parmenter 1 – Florea 5, Simicu 4, Ghionea 3, Sabou 3, Savenco 3, I. Stamate 2, Toma 2, Georgescu 2, A. Stamate 2, Csepreghi 1, Jurca 1, Fenici 1.

Rozhodčí: Menezes, Pinto (BRA)

 Alžírsko -  Austrálie 27:18 (12:11)
20. ledna 2011 (18:00) - Malmö (Malmö Arena)

Branky: Berkous 5, Hamad 5, Hamoud 5, Zouaoui 4, Boudrali 3, Daoud 2, Rahim 2, Boultif 1 – Fletcher 6, Calvert 3, Parmenter 3, Kelly 2, Groenintwoud 1, Hedges 1, Subotic 1, Thomas 1.

Rozhodčí:Al-Marzouqi, Al-Nuaimi (UAE)

 Chorvatsko -  Dánsko 29:34 (16:15)
20. ledna 2011 (20:15) - Malmö (Malmö Arena)

Branky: Zrnič 8, Buntič 7, Lackovič 5, Strlek 3, Vori 3, Duvnjak 2, Balič 1 – Søndergaard 10, Hansen 9,Svan Hansen 4, Boesen 3, Lindberg 2, Nøddesbo 2, Toft Hansen 2, L. Christiansen 1, Eggert Jensen 1.

Rozhodčí: Lazaar, Reveret (FRA)

 Srbsko -  Rumunsko 28:38 (17:20)
20. ledna 2011 (20:30) - Lund (Färs och Frosta Sparbank Arena)

Branky: Ilič 6, Vujin 4, Sesum 3, Stankovič 3, Vuckovič 3, Bojinovič 2, Markovič 2, Nikčevič 2, Stojkovič 2, Toskič 1 – Stamate 9, Ghionea 6, Muresan 6, Novanc 5, Florea 4, Fenici 3, Jurca 2, Savenco 2, Toma 1.

Rozhodčí: Krstič, Ljubič (SLO)

#### Skupina D
|    |             | SWE   | POL   | ARG   | KOR   | SVK   | CHI   | V | R | P | Skóre   | B |
| 1. | Švédsko     | ***   | 24:21 | 22:27 | 30:24 | 38:22 | 28:18 | 4 | 0 | 1 | 142:112 | 8 |
| 2. | Polsko      | 21:24 | ***   | 24:23 | 25:20 | 35:33 | 38:23 | 4 | 0 | 1 | 143:123 | 8 |
| 3. | Argentina   | 27:22 | 23:24 | ***   | 25:25 | 23:18 | 35:25 | 3 | 1 | 1 | 133:114 | 7 |
| 4. | Jižní Korea | 24:30 | 20:25 | 25:25 | ***   | 31:26 | 37:22 | 2 | 1 | 2 | 137:128 | 5 |
| 5. | Slovensko   | 22:38 | 33:35 | 18:23 | 26:31 | ***   | 29:29 | 0 | 1 | 4 | 128:156 | 1 |
| 6. | Chile       | 18:28 | 23:38 | 25:35 | 22:37 | 29:29 | ***   | 0 | 1 | 4 | 117:167 | 1 |

 Švédsko -  Chile 28:18 (15:8)
13. ledna 2011 (20:15) - Göteborg (Scandinavium)

Branky: Ekdahl 6, Carlén 5, Petersen 5, Källman 4, Ekberg 3, K. Andersson 1, Arrhenius 1, Doder 1, Gustafsson 1, Lennartsson 1 – Em. Feuchtmann 4, Er. Feuchtmann 3, Salinas 3, Martinez 2, Alvarado 1, Andalaft 1, Araya 1, Oneto 1.

Rozhodčí: Nikolić, Stojković (SRB)

 Jižní Korea -  Argentina 25:25 (14:11)
14. ledna 2011 (18:15) - Göteborg (Scandinavium)

Branky: J. W. Lee 9, J. G. Park 6, Jeong 3, Jung 2, Eom 1, Lim 1, Oh 1, Sim 1, Yoon 1 – F. Fernandez 5, Carou 4, S. Simonet 4, Kogovsek 3, Migueles 3, J. P. Fernandez 2, Ferro 1, D. Simonet 1, Vidal 1, Vieyra 1.

Rozhodčí: Stark, Ştefan (ROU)

 Polsko -  Slovensko 35:33 (15:17)
14. ledna 2011 (20:15) - Göteborg (Scandinavium)

Branky: Ttuczynski 7, Bielecki 6, Lijewski 6, Jaszka 5, B. Jurecki 3, M. Jurecki 3, Kuchczynski 2, Jurasik 1,Jurkiewicz 1, Tomczak 1 – M. Stranovský 9, Valo 6, Kukucka 5, Petro 5, Šulc 3, Tarhai 3, Kopco 1, T. Stranovský 1.

Rozhodčí: Načevski, Nikolov (MKD)

 Chile -  Jižní Korea 22:37 (12:15)
15. ledna 2011 (16:15) - Göteborg (Scandinavium)

Branky: Em. Feuchtmann 8, Salinas 6, Chacana 2, Er. Feuchtmann 2, Martinez 2, Maurin 1, Oneto 1 – Yu 9, J. W. Lee 6, Jeong 5, Eom 3, C. Y. Park 3, Yoon 3, Jung 2, Kim 2, Na 2, Lim 1, Oh 1.

Rozhodčí: Coulibaly, Diabaté (CIV)

 Slovensko -  Švédsko 22:38 (14:15)
15. ledna 2011 (18:15) - Göteborg (Scandinavium)

Branky: Kukucka 4, Petro 3, Tarhai 3, Antl 2, Kopco 2, T. Stranovský 2, Valo 2, Nižnan 1, M. Stranovský 1, Tumidalský 1, Urban 1 – Ekberg 8, Källman 6, Carlén 5, Doder 5, Gustafsson 5, Larholm 4, Ekdahl 2, T. Karlsson 2, Petersen 1.

Rozhodčí: Stark, Ştefan (ROU)

 Argentina -  Polsko 23:24 (6:11)
15. ledna 2011 (20:15) - Göteborg (Scandinavium)

Branky: D. Simonet 6, Vieyra 6, F. Fernandez 5, Kogovsek 3, Carou 1, J. P. Fernandez 1, Portela 1 – Tluczynski 5, Kuchczynski 4, M. Jurecki 3, Zaremba 3, B. Jurecki 2, Tkaczyk 2, Bielecki 1, Jaszka 1, Jurkiewicz 1, Rosinski 1, Siódmiak 1.

Rozhodčí: Nikolić, Stojković (SRB)

 Slovensko -  Argentina 18:23 (9:7)
17. ledna 2011 (16:15) - Göteborg (Scandinavium)

Branky: M. Stranovský 4, T. Stranovský 4, Valo 4, Kukucka 3, Kopco 1, Petro 1, Urban 1 – F. Fernandez 9, D. Simonet 5, Vieyra 3, S. Simonet 2, J. P. Fernandez 1, Kogovsek 1, Migueles 1, Pizarro 1.

Rozhodčí: Geipel, Helbig (GER)

 Polsko -  Chile 38:23 (15:13)
17. ledna 2011 (18:15) - Göteborg (Scandinavium)

Branky: Jurasik 6, Tluczynskki 6, B. Jurecki 5, Tkaczyk 5, Tomczak 4, Kuchczynski 3, Rosinski 3, Jaszka 2, Bielecki 1, Jurkiewicz 1, Lijewski 1, Zaremba 1 – Er. Feuchtmann 6, Salinas 6, Martinez 4, Oneto 3, Araya 1, Chacana 1, Maurin 1, Valenzuela 1.

Rozhodčí: Mezian, Si Bachir (ALG)

 Švédsko -  Jižní Korea 30:24 (14:12)
17. ledna 2011 (20:15) - Göteborg (Scandinavium)

Branky: Källman 8, Ekberg 7, Doder 6, Carlén 4, K. Andersson 2, Larholm 2, T. Karlsson – Yu 7, Eom 6, J. G. Park 6, Yoon 2, Oh 1, Jeong 1, Kim 1.

Rozhodčí: Načevski, Nikolov (MKD)

 Chile -  Slovensko 29:29 (15:12)
18. ledna 2011 (16:15) - Göteborg (Scandinavium)

Branky: Em. Feuchtmann 11, Oneto 5, Martinez 4, Salinas 4, Er. Feuchtmann 3, Maurin 2 – Šulc 7, Antl 4, Nižnan 4, T. Stranovský 4, Kopco 3, M. Stranovský 3, Kukucka 2, Tumidalský 1, Valo 1.

Rozhodčí: Načevski, Nikolov (MKD).

 Jižní Korea -  Polsko 20:25 (11:10)
18. ledna 2011 (18:15) - Göteborg (Scandinavium)

Branky: Yu 5, Jeong 4, J. G Park 3, Yoon 2, Sim 2, Na 1, Jung 1, Lim 1 J. W Lee 1 – Jurecki 5, Tkaczyk 5, Jaszka 4, Bielecki 4, Tluczynski 3, Kuchczynski 3, Linewski 1.

Rozhodčí: Geipel, Helbig (GER)

 Švédsko -  Argentina 22:27 (10:12)
18. ledna 2011 (20:15) - Göteborg (Scandinavium)

Branky: Larholm 5, Carlén 4, Ekdahl 3, Ekberg 3, Källman 3, Doder 2, Petersen 1, Lennartsson 1 – Pizarro 6, Vidal 4 Migueles 4, J. P. Fernandez 3, D. Simonet 3, S. Simonet 2, Ferro 2, Carou 1, F. Fernandez 1, Querin 1.

Rozhodčí: López, Ramírez (ESP)

 Jižní Korea -  Slovensko 31:26 (14:10)
20. ledna 2011 (16:15) - Göteborg (Scandinavium)

Branky: Jeong 8 , J. W. Lee 8, Yu 7, J. G. Park 4, Yoon 2, Lim 1, C. Y. Park 1 – Antl 9 , M. Stranovský 6, Mazák 4, Kukucka 2, Nižnan 2, Šulc 1, Tumidalský 1, Urban 1.
Rozhodčí:López, Ramírez (ESP)

 Argentina -  Chile 35:25 (15:13)
20. ledna 2011 (18:15) - Göteborg (Scandinavium)

Branky: Pizarro 9, F. Fernandez 6, Vieyra 6, J. P. Fernandez 5, D. Simonet 3, Canepa 2, Kogovske 2, Migueles 1, Vidal 1 – Em. Feuchtmann 7, Er. Feuchtmann 5, Oneto 4, Martinez 3, Maurin 2, Salinas 2, Araya 1, Maltez 1.

Rozhodčí: Mezian, Si Bachir (ALG)

 Polsko -  Švédsko 21:24 (12:14)
20. ledna 2011 (20:15) - Göteborg (Scandinavium)

Branky: Lijewski 6, Jurkiewicz 4, B. Jurecki 3, Bielecki 2, Jaszka 2, Kuchczynski 2, Tkaczyk 1, Tomczak 1 – Larholm 5, K. Andersson 4, Arrhenius 3, Carlén 3, Doder 3, Källman 3, Ekberg 2, Ekdahl 1.

Rozhodčí: Geipel, Helbig (GER)

### Čtvrtfinále

#### Skupina A
|    |           | FRA    | ESP    | ISL    | HUN    | NOR    | GER    | V | R | P | Skóre   | B  |
| 1. | Francie   | ***    | 28:28* | 34:28  | 37:24  | 31:26  | 30:23* | 5 | 0 | 0 | 160:129 | 10 |
| 2. | Španělsko | 28:28* | ***    | 32:24  | 30:24  | 32:27  | 26:24* | 4 | 1 | 0 | 148:127 | 9  |
| 3. | Island    | 28:34  | 24:32  | ***    | 32:26* | 29:22* | 24:27  | 2 | 0 | 3 | 137:141 | 4  |
| 4. | Maďarsko  | 24:37  | 24:30  | 26:32* | ***    | 26:23* | 27:25  | 2 | 0 | 3 | 127:147 | 4  |
| 5. | Norsko    | 26:31  | 27:32  | 22:29* | 23:26* | ***    | 35:25  | 1 | 0 | 4 | 133:143 | 2  |
| 6. | Německo   | 23:30* | 24:26* | 27:24  | 25:27  | 25:35  | ***    | 1 | 0 | 4 | 124:142 | 2  |

- s hvězdičkou = zápasy ze základní skupiny.

 Španělsko -  Norsko 32:27 (15:12)
22. ledna 2011 (16:15) - Jönköping (Kinnarps Arena)

Branky: Romero 7, Aguinagalde 4, Cañellas 3, R. Entrerrios 3, Gurbindo 3, Ugalde 3, Garcia Parrondo 2, Rocas 2, A. Entrerrios 1, Garabaya 1, Garcia Lorenzana 1, Morros 1, Rodriguez 1 - Myrhol 8, Hansen 6, Tvedten 5, Rambo 4, Lund 2, Mamelund 2.

Rozhodčí: Stark, Ştefan (ROU)

 Německo -  Island 27:24 (15:13)
22. ledna 2011 (18:30) - Jönköping (Kinnarps Arena)

Branky: Preiss 5, Sprenger 5, Glandorf 4, Kraus 4, Klein 3, Pfahl 3, Hens 2, Haass 1 – Petersson 7, Gunnarsson 5, Atlason 4, Stefánsson 4, Pálmarsson 2, Sigurðsson 2.

Rozhodčí: Nikolić, Stojković (SRB)

 Francie -  Maďarsko 37:24 (18:13)
22. ledna 2011 (20:45) - Jönköping (Kinnarps Arena)

Branky: Karabatic 7, Accambray 6, Fernandez 5, Abalo 4, Gille 4, Roine 4, Honrubia 2, Bingo 1, Guigou 1, Joli 1, Junillon 1, Sorhaindo 1 – Mocsai 7, Ilyés 4, Császár 3, Harsányi 2, Katzirz 2, Nagy 2, Gál 1, Iváncsik 1, Lékai 1, Törö 1.

Rozhodčí: Krstič, Ljubič (SLO)

 Island -  Španělsko 24:32 (10:20)
24. ledna 2011 (16:00) - Jönköping (Kinnarps Arena)

Branky: Petersson 5, Pálmarsson 4, Guðjónsson 3, Sigurðsson 3, Stefánsson 3, Ingimundarson 2, Atlason 1, Gunnarsson 1, Jakobsson 1, Svavarsson 1 – R. Entrerrios Rodriguez 6, Gurbindo 6, A. Entrerrios Rodriguez 5, Aguinagalde 4, Garcia Lorenzana 4, Rocas 2, Cañellas 1, Garcia Parrondo 1, Morros 1, Rodriguez 1, Ugalde 1.

Rozhodčí: Krstič, Ljubič (SLO)

 Maďarsko -  Německo 27:25 (10:12)
24. ledna 2011 (18:15) - Jönköping (Kinnarps Arena)

Branky: G. Iváncsik 5, T. Iváncsik 5, Perez 5, Mocsai 4, Harsányi 3, Császár 2, Ilyés 2, Zubai 1 – Glandorf 5, Kaufmann 4, Kraus 4, Gensheimer 3, Pfahl 2, Preiss 2, Sprenger 2, Groetzki 1, Haass 1, Heinl 1.

Rozhodčí: Olesen, Pedersen (DEN)

 Norsko -  Francie 26:31 (14:17)
24. ledna 2011 (20:30) - Jönköping (Kinnarps Arena)

Branky: Hansen 8, Myrhol 3, Koren 3, Samdahl 3, Bjørnsen 2, Kjelling 2, Rambo 2, Lund 1, Løke 1, Tvedten 1 – Abalo 5, Accambray 5, Gille 5, Honrubia 4, Fernandez 3, Karabatic 3, Joli 2, Junillon 2, Sorhaindo 2.

Rozhodčí: Menezes, Pinto (BRA)

 Německo -  Norsko 25:35 (13:17)
25. ledna 2011 (16:15) - Jönköping (Kinnarps Arena) 

Branky: Kraus 6, Glandorf 4, Kaufmann 4, Pfahl 4, Sprenger 4, Preiss 2, Hens 1 – Tvedten 8, Myrhol 7, Rambo 7, Paulsen 4, Hansen 3, Kjelling 3, Koren 2, Mamelund 1.

Rozhodčí: Stark, Ştefan (ROU)

 Španělsko -  Maďarsko 30:24 (13:13)
25. ledna 2011 (18:30) - Jönköping (Kinnarps Arena)

Branky:Romero 9, Cañellas 3, Morros 3, Rocas 3, Ugalde 3, Aguinagalde 2, Garabaya 2, Garcia Lorenzana 2, R. Entrerrios Rodriguez 2, Maqueda 1 Zubai 5, Császár 4, Lékai 4, T. Iváncsik 3, Ilyés 2, Mocsai 2, Gulyás 1, G. Iváncsik 1, Katzirz 1, Perez 1.

Rozhodčí: Canbro, Claesson (SWE)

 Francie -  Island 34:28 (16:13)
25. ledna 2011 (20:45) - Jönköping (Kinnarps Arena)

Branky: Karabatic 7, Barachet 6, Accambray 4, Fernandez 4, Abalo 3, Gille 3, Guigou 3, Honrubia 2, Sorhaindo 2 – Petersson 6, Gunnarsson 5, Ólafsson 3, Pálmarsson 3, Sigurðsson 3, Svavarsson 3, Guðjónsson 2, Atlason 1, Hallgrímsson 1, Sveinsson 1.

Rozhodčí: Načevski, Nikolov (MKD)

#### Skupina B
|    |            | DEN    | SWE    | CRO    | POL    | SER    | ARG    | V | R | P | Skóre   | B  |
| 1. | Dánsko     | ***    | 27:24  | 34:29* | 28:27  | 35:27* | 31:24  | 5 | 0 | 0 | 155:131 | 10 |
| 2. | Švédsko    | 24:27  | ***    | 29:25  | 24:21* | 28:24  | 22:27* | 3 | 0 | 2 | 127:124 | 6  |
| 3. | Chorvatsko | 29:34* | 25:29  | ***    | 28:24  | 24:24* | 36:18  | 2 | 1 | 2 | 142:129 | 5  |
| 4. | Polsko     | 27:28  | 21:24* | 24:28  | ***    | 27:26  | 24:23* | 2 | 0 | 3 | 123:129 | 4  |
| 5. | Srbsko     | 27:35* | 24:28  | 24:24* | 26:27  | ***    | 26:25  | 1 | 1 | 3 | 127:139 | 3  |
| 6. | Argentina  | 24:31  | 27:22* | 18:36  | 23:24* | 25:26  | ***    | 1 | 0 | 4 | 117:139 | 2  |

- s hvězdičkou = zápasy ze základní skupiny.

 Chorvatsko -  Argentina 36:18 (19:6)
22. ledna 2011 (18:15) - Lund (Färs och Frosta Sparbank Arena)

Branky: Buntič 7, Zrnič 7, Lackovič 6, Strlek 5, Duvnjak 2, Vukovič 2, Balič 1, Kopljar 1, Matulič 1, Musa 1, Ninčevič 1, Valčič 1, Vori 1 – S. Simonet 5, Canepa 2, Pizarro 2, Vidal 2, Vieyra 2, F. Fernandez 1, J. P. Fernandez 1, Ferro 1, Migueles 1, D. Simonet 1.

Rozhodčí: Baďura, Ondogrecula (SVK)

 Srbsko -  Švédsko 24:28 (13:12)
22. ledna 2011 (18:15) - Malmö (Malmö Arena)

Branky: Vujin 8, Ilič 5, Nikčevič 4, Sesum 3, Stojkovič 3, Toskič 1 – Ekberg 6, Ekdahl 6, Carlén 5, Larholm 4, K. Andersson 2, Arrhenius 2, Doder 2, Källman 1.

Rozhodčí: Abrahamsen, Kristiansen (NOR)

 Dánsko -  Polsko 28:27 (15:9)
22. ledna 2011 (20:15) - Malmö (Malmö Arena)

Branky: Lindberg 6, Hansen 5, Boesen 4, L. Christiansen 4, Toft Hansen 3, Spellerberg 2, Søndergaard 2, Bagersted 1, M. Christiansen 1 – Jurkiewicz 6, Tluczynski 6, Kuchczynski 4, Tkaczyk 4, Jaszka 2, Jurecki 2, Zaremba 2, Bielecki 1.

Rozhodčí: Horáček, Novotný (CZE)

 Švédsko -  Chorvatsko 29:25 (14:12)
23. ledna 2011 (18:15) - Malmö (Malmö Arena)

Branky: Doder 8, Ekberg 6, Carlén 4, Källman 4, K. Andersson 2, Arrhenius 2, Ekdahl 2, Larholm 1 – Zrnič 9, Lackovič 4, Vori 4, Balič 2, Buntič 2, Duvnjak 1, Kopljar 1, Ninčevič 1, Vukovič 1.

Rozhodčí: López, Ramírez (ESP)

 Argentina -  Dánsko 24:31 (12:17)
23. ledna 2011 (20:15) - Malmö (Malmö Arena)

Branky: Carou 3, Ferro 3, Vidal 3, F. Fernandez 2, Migueles 2, Pizarro 2, D. Simonet 2, S. Simonet 2, Canepa 1, J. P. Fernandez 1, Kogovsek 1, Querin 1, Vieyra 1 – Hansen 7, Eggert Jensen 6, Svan Hansen 6, Nøddesbo 4, Søndergaard 3, Spellerberg 2, M. Christiansen 1, Lauge 1, Toft Hansen 1.

Rozhodčí: Coulibaly, Diabaté (CIV)

 Polsko -  Srbsko 27:26 (10:11)
23. ledna 2011 (20:15) - Lund (Färs och Frosta Sparbank Arena)

Branky: Tluczynski 10, Bielecki 4, Lijewski 4, Jurasik 3, Rosinski 2, Jurecki 1, Jurkiewicz 1, Tomczak 1, Zaremba 1 – Vujin 11, Markovič 3, Ilič 2, Prodanovič 2, Stojkovič 2, Toskič 2, Vuckovič 2, Bojinovič 1, Sesum 1.

Rozhodčí: Lazaar, Reveret (FRA)

 Chorvatsko -  Polsko 28:24 (13:11)
25. ledna 2011 (18:15) - Malmö (Malmö Aren)

Branky: Buntič 7, Zrnič 6, Strlek 4, Vori 4, Balič 3, Duvnjak 1, Lackovič 1, Valčič 1, Vukovič 1 – Jaszka 4, Tluczynski 4, Jurecki 3, Zaremba 3, Grabarczyk 2, Jurkiewicz 2, Kuchczynski 2, Lijewski 2, Tkaczyk 2.

Rozhodčí: Baďura, Ondogrecula (SVK)

 Srbsko -  Argentina 26:25 (15:13)
25. ledna 2011 (20:15) - Lund (Färs och Frosta Sparbank Arena)

Branky: Ilič 6, Vujin 6, Prodanovič 4, Nikčevič 2, Stankovič 2, Toskič 2, Vuckovič 2, Sesum 1, Stojkovič 1 – F. Fernandez 5, Kogovsek 5, S. Simonet 4, D. Simonet 3, Carou 2, Vieyra 2, Canepa 1, Pizarro 1, Portela 1, Querin 1.

Rozhodčí: Geipel, Helbig (GER)

 Dánsko -  Švédsko 27:24 (16:11)
25. ledna 2011 (20:15) - Malmö (Malmö Arena)

Branky: L. Christiansen 6, Hansen 5, Knudsen 3, Lindberg 2, Spellerberg 2, Søndergaard 2, Toft Hansen 2, Boesen 1, M. Christiansen 1, Eggert Jensen 1, Lauge 1, Nøddesbo 1 – Ekdahl 5, Ekberg 4, Larholm 3, Larsson 3, Arrhenius 2, Gustafsson 2, T. Karlsson 2, Doder 1, Källman 1, Petersen 1.

Rozhodčí: Abrahamsen, Kristiansen (NOR)

### Play off

#### Semifinále
Francie -  Švédsko 29:26 (15:12) 
28. ledna 2011 (18:00) - Malmö (Malmö Arena)

Branky: Gille 8, Guigou 8, Accambray 3, Karabatic 3, Abolo 2, Barachet 2, Fernandez 2, Joli 1 – Källman 6, Carlen 5, Ekdahl 5, Doder 3, Ekkberg 3, Arrhenius 2, Larholm 2.
Rozhodčí:Geipel, Helbig (GER)

 Dánsko -  Španělsko 28:24 (12:12) 
28. ledna 2011 (20:30) - Kristianstad (Kristianstad Arena)

Branky: Hansen 9, Lindberg 6, Söndergaard 5, Toft 2, Christiansen 2, Boesen 1, Christiansen 1, Knudsen 1, Spellerberg 1 – Canellas 6, A. Entrerrios Rodriguez 3, R. Entrerrios Rodriguez 3, Gurbindo 2, Roberto Parrondo 2, Ugalde 2, Garabya 1, Juan Garcia 1, Morros 1, Rocas 1, Jose Rodriguez 1, Romero 1.

Rozhodčí: Horáček, Novotný (CZE)

#### Finále
Francie -  Dánsko 37:35 (15:12) 
30. ledna 2011 (17:00) - Malmö (Malmö Arena)

Rozhodčí: López, Ramírez (ESP)

#### O 3. místo
Švédsko -  Španělsko 23:24 (11:11) 
30. ledna 2011 (14:30) - Malmö (Malmö Arena)

Rozhodčí: Krstič, Ljubič (SLO)

#### O 5. místo
Island -  Chorvatsko 33:34 (16:14) 
28. ledna 2011 (20:30) - Malmö (Malmö Arena)

Branky: Sigurðsson 10, Guðjónsson 7, Petersson 6, Stefánsson 5, Atlason 2, Svavarsson 1, Hallgrímsson 1, Gunnarsson 1 – Buntic 9, Zrnic 7, Vukovic 7, Duvnjak 6, Vori 2, Kopljar 1, Strlek 1, Maric 1.

Rozhodčí:Stark, Ştefan (ROU)

#### O 7. místo
Maďarsko -  Polsko 31:28 (16:14) 
28. ledna 2011 (18:00) - Kristianstad (Kristianstad Arena)

Branky: G. Iváncsik 11, Ilyés 6, Mocsai 6, T. Iváncsik 4, Császár 3, Lékai 1 – Jureck 6, Kuchczynski 3, Bielecki 3, Jurkiewicz 3, Zaremba 3, Jaszka 2, Grabarczyk 2, Tluczynski 2, Rosinski 2, Tomczak 1, Jurasik 1.

Rozhodčí:Lazaar, Reveret (FRA)

#### O 9. místo
Norsko -  Srbsko 32:31 (14:16)
27. ledna 2011 (20:30) - Kristianstad (Kristianstad Arena)

Branky: Tvedten 9, Myrhol 6, Koren 4, Paulsen 4, Lund 2, Rambo 2, Hansen 2, Kjelling 2, Mamelund 1 – Ilič 7, Stankovič 6, Sesum 4, Stojkovič 4, Prodanovič 3, Rnič 3, Vujin 2, Toskič 1, Markovič 1.

Rozhodčí: Al-Marzouqi, Al-Nuaimi (UAE)

#### O 11. místo
Německo -  Argentina 40:35 (13:12)
27. ledna 2011 (18:00) - Kristianstad (Kristianstad Arena)

Branky: Gensheimer 9, Glandorf 9, Groetzki 6, Heinl 3, Kraus 3, Haass 2, Hens 2, Pfahl 2, Preiss 2, Christophersen 1, Kaufmann 1 – D. Simonet 7, F. Fernandez 6, Vieyra 5, S. Fernandez 4, Canepa 2, Carou 2, Kogovsek 2, Pizzarro 2, Vidal 2, J. P. Fernandez 1, Ferro 1, Querin 1.

Rozhodčí:Canbro, Claesson (SWE)

### Prezidentský pohár (o 13. - 24. místo)

#### O 13. - 16. místo
Egypt -  Japonsko 34:28 (17:15)
22. ledna 2011 (14:00) - Skövde (Arena Skövde)

Branky: Mabrouk 8, Keshk 7, El Ahmar 6, Haggag 3, Hassan 3, Razek 3, Ramadan 2, Hussein 1, Mamdouh 1 – Suematsu 7, H. Higashinagahama 4, Izuma 4, Kishigawa 3, Nomura 3, Tomita 2, Toyoda 2, S. Higashinagahama 1, Kadoyama 1, Kaido 1.

Rozhodčí: Menezes, Pinto (BRA)

 Alžírsko -  Jižní Korea 24:29 (12:17)
22. ledna 2011 (16:30) - Skövde (Arena Skövde)

Branky: Daoud 4, Hamad 4, Labane 4, Layadi 4, Boultif 3, Berkous 2, Rahim 2, Mokrani 1 – Yu 8, Jung 6, J. G. Park 4, Jeong 3, C. Y. Park 2, Sim 2, Eom 1, Kim 1, J. W. Lee 1, Oh 1.

Rozhodčí: Karbaschi, Kolahdouzan (IRN)

#### O 13. místo
Egypt -  Jižní Korea 23:26 (11:12)
24. ledna 2011 (20:30) - Skövde (Arena Skövde)

Branky: Abdelwares 6, Hassan 4, Keshk 3, Mamdouh 3, El Ahmar 2, Hussein 2, Razek 2, Yousef 1 – J. G. Park 7, Jeong 6, Jung 3, J. W. Lee 3, Sim 3, Yu 3, Lim 1.

Rozhodčí: Canbro, Claesson (SWE)

#### O 15. místo
Japonsko -  Alžírsko 24:29 (13:13)
24. ledna 2011 (18:00) - Skövde (Arena Skövde)

Branky: Kaido 6, Kadoyama 3, Mori 3, S. Higashinagahama 2, Suematsu 2, Toyoda 2, H. Higashinagahama 1, Izuma 1, Kishigawa 1, Nomura 1, Takeda 1, Tomita 1 – Zouaoui 8, Hamoud 6, Hamad 5, Boudrali 3, Daoud 3, Layadi 2, Boultif 1, Boumendjel 1.

Rozhodčí: Načevski, Nikolov (MKD)

#### O 17. – 20. místo
Tunisko -  Rakousko 25:26 (14:12)
22. ledna 2011 (14:00) - Kristianstad (Kristianstad Arena)

Branky: Alouini 6, Ayed 5, Gharbi 3, Hedoui 3, Tej 3, Touati 3, Mrabet 2 – Weber 6, Fölser 5, Szilagyi 4, Bozovic 2, Friede 2, Jochum 2, Mayer 2, Abadir 1, Wilczynski 1, Wöss 1.

Rozhodčí: Marina, Minore (ARG)

 Rumunsko -  Slovensko 33:38 (19:22)
22. ledna 2011 (16:30) - Kristianstad (Kristianstad Arena)

Branky: Ghionea 8, Stamate 8, Fenici 5, Novanc 5, Florea 2, Sabou 2, Georgescu 1, Jurca 1, Toma 1 – Kukucka 7, M. Stranovský 7, Kopco 6, Antl 5, Tarhai 5, Urban 4, Petro 2, Nižnan 1, Tumidalský 1.

Rozhodčí: Coulibaly, Diabaté (CIV)

#### O 17. místo
Rakousko -  Slovensko 35:39 (18:19)
23. ledna 2011 (16:30) - Kristianstad (Kristianstad Arena)

Branky: Szilagyi 7, Wilczynski 5, Bozovic 4, Fölser 4, Schlinger 4, Weber 4, Wagesreiter 3, Mayer 2, Jochum 1, Posch 1 – Kopco 8, M. Stranovský 7, Tarhai 7, Tumidalský 6, Antl 4, Nižnan 2, Šulc 2, Mazák 1, Urban 1, Valo 1.

Rozhodčí: Al-Marzouqi, Al-Nuaimi (UAE)

#### O 19. místo
Tunisko -  Rumunsko 29:30 (14:17)
23. ledna 2011 (14:00) - Kristianstad (Kristianstad Arena)

Branky: Hedoui 9, Tej 7, Touati 4, Alouini 3, Gatfi 3, Haj 2, Saied 1 Florea 8, A. Stamate 8, Toma 6, Novanc 2, I. Stamate 2, Fenici 1, Georgescu 1, Muresan 1, Sabou 1

Rozhodčí: Abrahamsen, Kristiansen (NOR)

#### O 21. – 24. místo
Austrálie -  Chile 21:29 (6:17)
22. ledna 2011 (16:00) - Malmö (Malmö Arena)

Branky: Parmenter 6, Calvert 4, Kelly 4, Subotic 3, Krajnc 2, Fletcher 1, Kodric 1 – Martinez 5, Salinas 5, Araya 4, Er. Feuchtmann 4, Em. Feuchtmann 3, Maurin 3, Chacana 2, Cornejo 2, Valenzuela 1.

Rozhodčí: Lazaar, Reveret (FRA)

 Bahrajn -  Brazílie 30:37 (15:17)
22. ledna 2011 (20:30) - Lund (Färs & Frosta Sparbank Arena)

Branky: Almaqabi 6, Alsayyad 5, M. Madan 5, H. Madan 3, Yusuf 3, Ali 2, Jawher 2, M. Merza 2, A. Merza 1, Yahya 1 – Chiuffa 6, Bortolini 5, Silva 5, Cardoso 4, Bonfim 3, Pacheco 3, Pires 3, Teixeira 3, Tupan 3, Ribeiro 2.

Rozhodčí: López, Ramírez (ESP)

#### O 21. místo
Chile -  Brazílie 18:28 (11–13)
23. ledna 2011 (18:00) - Lund (Färs & Frosta Sparbank Arena)

Branky: Em. Feuchtmann 7, Martinez 3, Er. Feuchtmann 2, Maurin 2, Chacana 1, Oneto 1, Salinas 1, Valenzuela 1- Ribeiro 6, Cardoso 5, Pacheco 5, Bortolini 3, Oliveira 3, Chiuffa 2, Tupan 2, Pires 1, Pozzer 1.

Rozhodčí: Baďura, Ondogrecula (SVK)

#### O 23. místo
Austrálie -  Bahrajn 23:33 (11:19)
23. ledna 2011 (16:00) - Malmö (Malmö Arena)

Branky: Blondell 6, Calvert 5, Krajnc 3, Fletcher 2, Schofield 2, Stojanovic 2, Hedges 1, Kelly 1, Parmenter 1 – Alsayyad 7, A. Merza 7, M. Merza 5, Yusuf 4, Ali 3, Jawher 3, M. Madan 2, Abdulqader 1, Alfardan 1.

Rozhodčí: Geipel, Helbig (GER)

## Statistiky

### All Stars
| Brankář        | Thierry Omeyer      |
| Levá spojka    | Mikkel Hansen       |
| Střední spojka | Dalibor Doder       |
| Pravá spojka   | Alexander Petersson |
| Levé křídlo    | Håvard Tvedten      |
| Pivot          | Bertrand Gille      |
| Pravé křídlo   | Vedran Zrnic        |

### Nejlepší střelci
| Poř. | Nejlepší střelci        | Branky |
| ---- | ----------------------- | ------ |
| 1.   | Mikkel Hansen           | 68     |
| 2.   | Håvard Tvedten          | 56     |
| 2.   | Marko Vujin             | 56     |
| 4.   | Vedran Zrnić            | 54     |
| 4.   | Bjarte Myrhol           | 54     |
| 6.   | Alexander Petersson     | 53     |
| 7.   | Nikola Karabatič        | 51     |
| 8.   | Tomasz Tłuczyński       | 47     |
| 8.   | Guðjón Valur Sigurðsson | 47     |
| 10.  | Niclas Ekberg           | 43     |

### Konečné pořadí
| 22.              | Mistrovství světa 2011 | Z  | V | R | P | Skóre   | B  |
| Zlatá medaile    | Francie                | 10 | 9 | 1 | 0 | 327:245 | 19 |
| Stříbrná medaile | Dánsko                 | 10 | 9 | 0 | 1 | 330:253 | 18 |
| Bronzová medaile | Španělsko              | 10 | 8 | 1 | 1 | 281:236 | 17 |
| 4.               | Švédsko                | 10 | 6 | 0 | 4 | 272:241 | 12 |
| 5.               | Chorvatsko             | 9  | 6 | 1 | 2 | 271:213 | 13 |
| 6.               | Island                 | 9  | 5 | 0 | 4 | 266:246 | 10 |
| 7.               | Maďarsko               | 9  | 6 | 0 | 3 | 254:253 | 12 |
| 8.               | Polsko                 | 9  | 5 | 0 | 4 | 249:236 | 10 |
| 9.               | Norsko                 | 9  | 5 | 0 | 4 | 259:255 | 10 |
| 10.              | Srbsko                 | 9  | 3 | 1 | 5 | 246:251 | 7  |
| 11.              | Německo                | 9  | 5 | 0 | 4 | 268:246 | 10 |
| 12.              | Argentina              | 9  | 3 | 1 | 5 | 235:247 | 7  |
| 13.              | Jižní Korea            | 7  | 4 | 1 | 2 | 192:175 | 9  |
| 14.              | Egypt                  | 7  | 2 | 0 | 5 | 172:193 | 4  |
| 15.              | Alžírsko               | 7  | 3 | 0 | 4 | 153:162 | 6  |
| 16.              | Japonsko               | 7  | 2 | 0 | 5 | 193:224 | 4  |
| 17.              | Slovensko              | 7  | 2 | 1 | 4 | 205:224 | 5  |
| 18.              | Rakousko               | 7  | 2 | 0 | 5 | 205:212 | 4  |
| 19.              | Rumunsko               | 7  | 3 | 0 | 4 | 195:190 | 6  |
| 20.              | Tunisko                | 7  | 1 | 0 | 6 | 168:193 | 2  |
| 21.              | Brazílie               | 7  | 2 | 0 | 5 | 196:211 | 4  |
| 22.              | Chile                  | 7  | 1 | 1 | 5 | 164:216 | 3  |
| 23.              | Bahrajn                | 7  | 2 | 0 | 5 | 168:226 | 4  |
| 24.              | Austrálie              | 7  | 0 | 0 | 7 | 121:242 | 0  |